# Pablo Alborán
Pablo Moreno de Alborán Ferrándiz (Málaga, 31 de maio de 1989) é um músico, cantor e compositor espanhol. O artista assinou contrato com a  gravadora EMI em fevereiro de 2010 e no ano seguinte lançou seu álbum de estreia, autointitulado, que impulsionado pelo single de avanço "Solamente Tú" estreou na primeira posição dos mais vendidos da Espanha; fazendo de Alborán o primeiro artista solo a ter o álbum de estreia debutando no topo da parada espanhola desde 1998.
O primeiro álbum ao vivo do cantor, En Acústico, foi distribuído em 5 de novembro seguinte e repetiu o desempenho do autointitulado. A canção de divulgação do disco, "Perdóname" conta com a participação da cantora portuguesa Carminho e alcançou as primeiras posições dos singles mais vendidos dos países de pátria de ambos, assim como o álbum. O segundo álbum de estúdio de Alborán intitulado Tanto foi lançado em novembro de 2012 e repetiu o desempenho do En Acústico, situando-se na primeira colocação dos discos mais vendidos em Portugal e na Espanha.
O disco Pablo Alborán foi o mais vendido do ano de 2011 em território espanhol e Tanto o mais vendido em 2012 e 2013, enquanto que o En Acústico ficou entre as dez primeiras posições nos três anos. O artista já recebeu sete nomeações ao Grammy Latino, venceu seis Premios Los 40 Principales e foi indicado ao MTV Europe Music Awards de 2013 como melhor artista espanhol. Em dezembro de 2013, realizou o especial Especial Pablo Alborán no canal televisivo TVE, onde cantou com os artistas Sergio Dalma, Malú, Raphael, Laura Pausini e James Blunt.

## Carreira musical

### 1989—2010: Infância e início

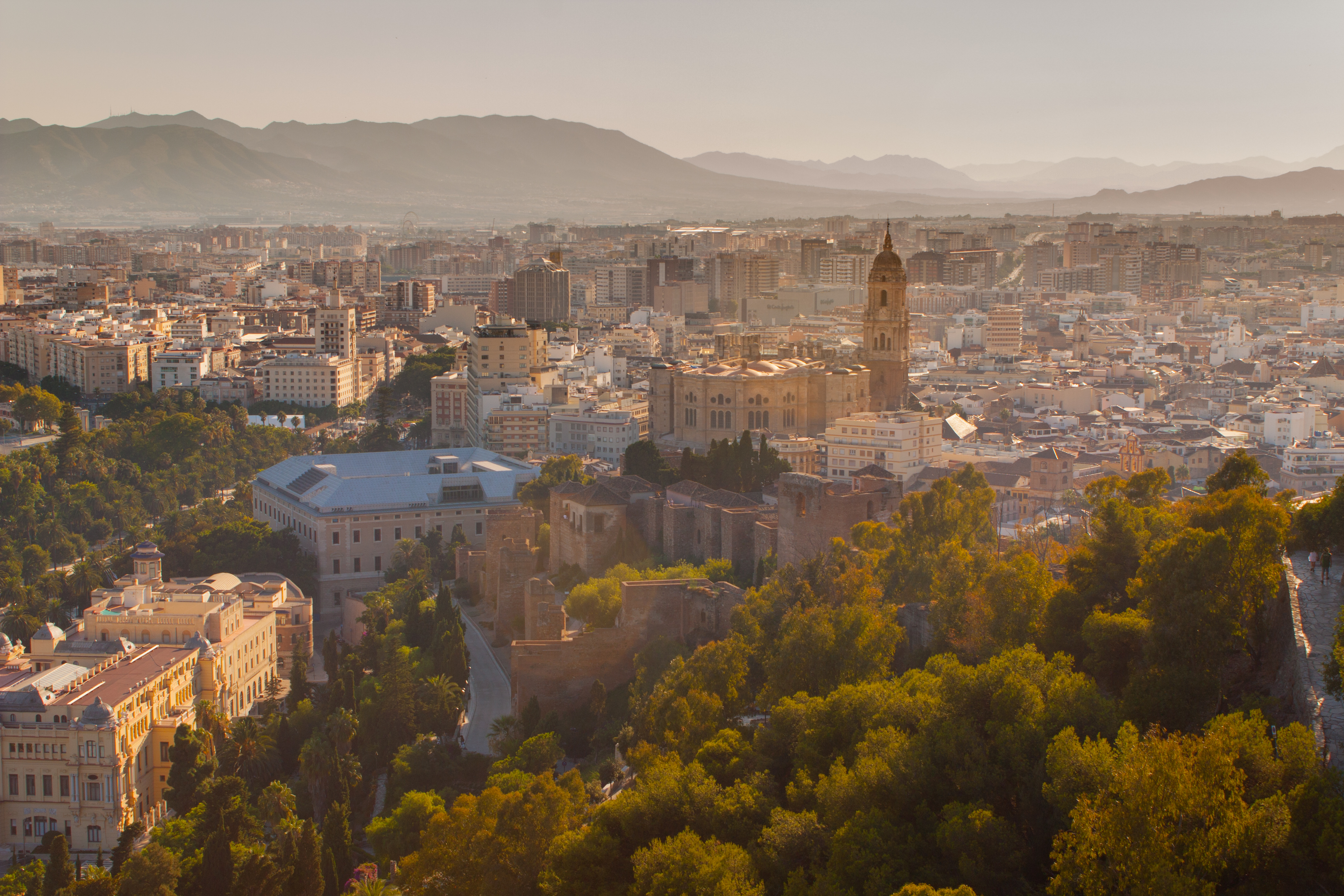
Imagem panorâmica de Málaga, cidade natal de Alborán.

Pablo Moreno de Alborán Ferrándiz nasceu em 31 de maio de 1989 em Málaga, Espanha. Filho da francesa Elena Ferrándiz Martínez — nascida durante o protetorado francês em Marrocos — e do arquiteto malaguenho Salvador Moreno de Alborán Peralta, o artista tem dois irmãos Casilda e Salvador e é bisneto de Francisco Moreno Fernández e Marquesado de Alborán. Desde cedo, aprendeu a tocar diversos instrumentos como piano, guitarra clássica, acústica e flamenca. Alborán estudou publicidade por dois anos para agradar os pais, enquanto trabalhava em seu primeiro álbum.
Aos doze anos, compôs suas primeiras canções, "Amor de Barrio" e "Desencuentro", esta última presente em seu álbum de estreia. Alborán iniciou sua carreira artística atuando em um restaurante na sua cidade natal, onde foi nomeado como "The White Moreno". Aos catorze anos, o artista começou a divulgar vídeos na sua conta pessoal no MySpace e mais tarde no YouTube. Em 2009 o cantor foi convidado a participar de um programa local apresentado por Domi del Postigo, onde conheceu Manuel Illán, seu produtor e empresário, que o contratou para sua gravadora Trimeca. Alborán assinou com a EMI Espanha em 2010.

### 2011:Pablo AlboráneEn Acústico

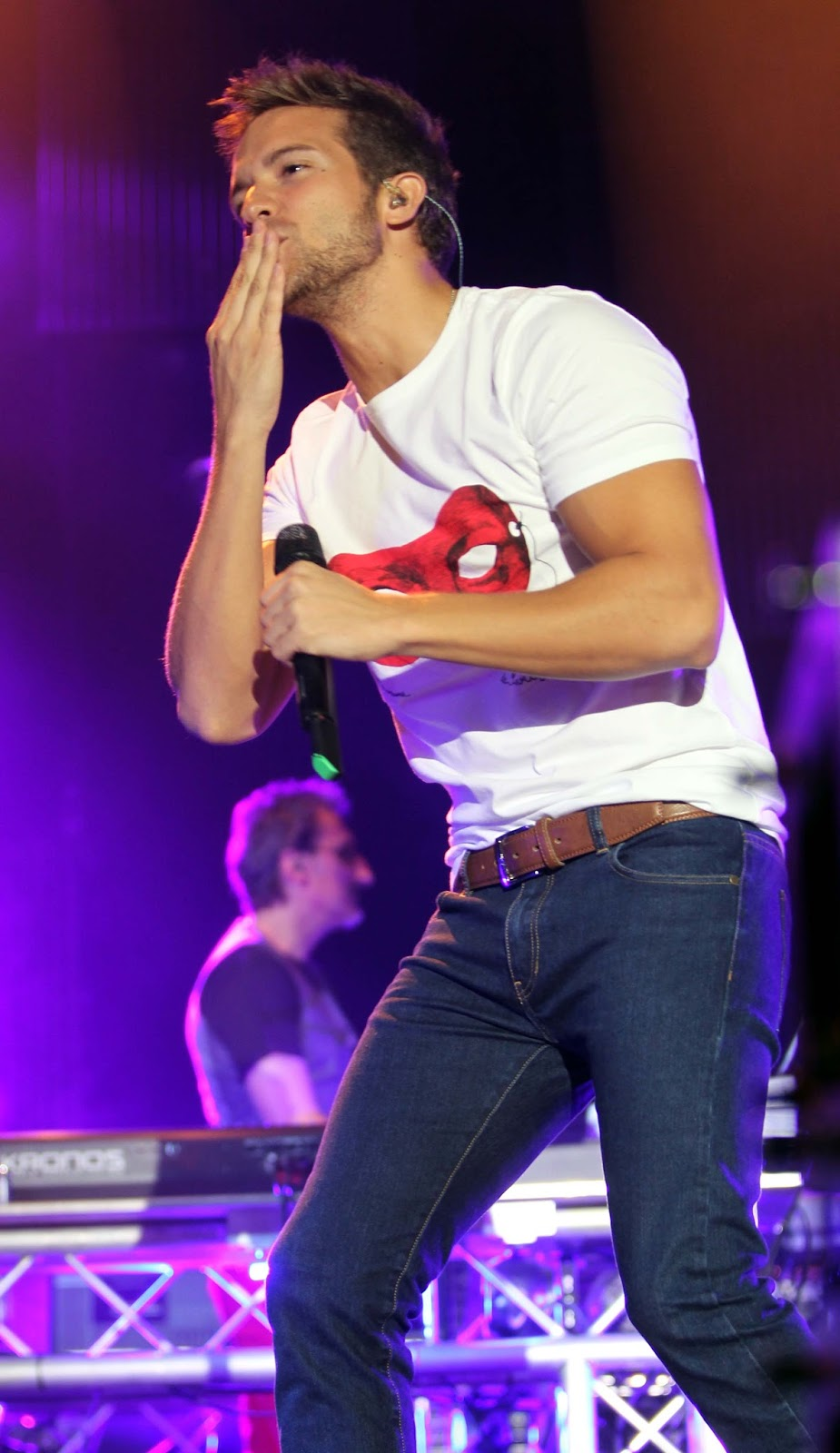
Alborán.

A canção "Solamente Tú" foi lançada em 14 de setembro de 2010 como seu primeiro single e alcançou o cume da tabela espanhola de composições da publicação Productores de Música de España (PROMUSICAE), onde recebeu certificado de disco de platina dupla. Além do sucesso no país de origem do cantor, a obra situou-se na 35.ª posição da tabela Latin Songs e na décima da listagem portuguesa de vendas digitais através de telefones celulares da Associação Fonográfica Portuguesa (AFP). Seu álbum de estreia, o autointitulado Pablo Alborán, foi distribuído em 28 de janeiro de 2011. Atingiu a primeira posição na Spanish Albums Chart e recebeu a autenticação de platina seis vezes pela PROMUSICAE. O segundo single de Pablo Alborán, "Miedo", alcançou a quadragésima posição da Spanish Singles Chart.
Seu primeiro álbum ao vivo, En Acústico, foi lançado em 15 de novembro de 2011. Contendo as versões acústicas das músicas de seu álbum de estreia, as participações de Diana Navarro e Carminho e duas novas faixas (Te He Echado de Menos" e "No Te Olvidaré"), En Acústico estreou no topo dos álbuns mais vendidos de Portugal e da Espanha, onde passou uma série de 35 e vinte semanas na posição, respectivamente, e obteve o recorde de maior permanência no cume em território português. Foi autenticado de disco de platina seis vezes pela AFP e oito vezes pela PROMUSICAE. Seu single de avanço, "Perdóname", com participação da fadista portuguesa Carminho, alcançou a primeira posição em ambos os países, ao passo que seu segundo single, "Te He Echado de Menos", sitou-se na segunda em território espanhol. Ambas as faixas foram certificadas de disco de platina pela PROMUSICAE.

### 2012:Tanto
Em 2012, Alborán participou de discos dos artistas compatriotas Miguel Bosé em "Puede qué" para o álbum Papito e com María Dolores Pradera na regravação do tema de Víctor Manuel "No se por qué te quiero" presente no último disco da artista, Gracias a vosotros. Em 6 de novembro do mesmo ano foi lançado o seu segundo álbum de estúdio, Tanto, que estreou na primeira posição da publicação da Productores de Música de España (PROMUSICAE). Na mesma semana, os álbuns En Acústico e Pablo Alborán situaram-se nas segunda e terceira posições, respectivamente. O álbum também alcançou a primeira posição dos mais vendidos de Portugal e foi autenticado de disco de ouro pela Associação Fonográfica Portuguesa (AFP). O álbum gerou quatro singles: "Tanto", "El beso", "Quién" e "Éxtasis".
Em 2013, Alborán excursionou pelo seu país de pátria, pela Argentina, pelo Chile, pelo México, por Porto Rico, por Portugal, pela Venezuela e pelos Estados Unidos. Tanto foi reeditado com versões acústicas e edição para rádio, videoclipes e contendo um documentário sobre sua excursão. A faixa "Dónde está el amor" ganhou os vocais de Jesse & Joy e foi lançado como quinto single do disco. O artista também colaborou com a dupla mexicana na canção "La de La Mala Suerte" presente no terceiro álbum deles, ¿Con quién se queda el perro?. Em dezembro de 2013, realizou o Especial Pablo Alborán no canal televisivo TVE, onde cantou com os artistas Sergio Dalma, Malú, Raphael, Laura Pausini e James Blunt. Em 2016, foi indicado ao Grammy Latino de Gravação do Ano por sua canção "Se Puede Amar" e aos Grammy Latinos de Álbum do Ano e Melhor Álbum Vocal Pop Contemporâneo pelo disco Tour Terral Tres Noches En Las Ventas.

## Vida pessoal
Em 17 de junho de 2020, Alborán comunicou através de sua conta do Instagram, que é homossexual.

## Discografia
| - Pablo Alborán (2011) - Tanto (2012) - Terral (2014) - Prometo (2017) - Vértigo (2020) - La Cuarta Hoja (2022) | - En Acústico (2011) - Tour Terral: Tres Noches en Las Ventas (2015) |

## Filmografia
| Televisão | Televisão         | Televisão | Televisão       | Televisão                            |
| Ano       | Programa          | Papel     | Gênero          | Aparição                             |
| --------- | ----------------- | --------- | --------------- | ------------------------------------ |
| 2011      | Cuando me sonreís | Ele mesmo | Telenovela      | Episódio: Soy tu fan                 |
| 2013      | Aída              | Ele mesmo | Série de ficção | Episódio 200                         |
| Internet  |                   |           |                 |                                      |
| Ano       | Programa          | Papel     | Gênero          | Aparição                             |
| 2012      | IP-LaSerie        | Ele mesmo | Série de ficção | Temporada 1 - Episódio 8: Sacrificio |

## Turnês
- Tour Tanto (2012-2014)
- Tour Terral (2015-2016)
- Tour Prometo (2018-2019)

## Prêmios e indicações
| Ano  | Premiação                                  | Recipiente                            | Categoria                                             | Resultado |
| ---- | ------------------------------------------ | ------------------------------------- | ----------------------------------------------------- | --------- |
| 2011 | Premios Los 40 Principales                 | Ele mesmo                             | Premio Artista revelación                             | Venceu    |
| 2011 | Premios Dial[carece de fontes?]            | Ele mesmo                             | Premio Cadena Dial 2011                               | Venceu    |
| 2011 | Grammy Latino                              | Ele mesmo                             | Artista Revelación                                    | Indicado  |
| 2011 | Grammy Latino                              | "Solamente Tú"                        | Mejor Canción                                         | Indicado  |
| 2011 | Grammy Latino                              | Pablo Alborán                         | Mejor Álbum Pop Vocal masculino                       | Indicado  |
| 2011 | Televisión Española[carece de fontes?]     | Pablo Alborán                         | Disco del Año                                         | Venceu    |
| 2012 | Neox Fan Awards                            | Ele mesmo                             | Mejor solista español                                 | Venceu    |
| 2012 | Neox Fan Awards                            | "Te He Echado de Menos"               | Mejor Canción                                         | Venceu    |
| 2012 | Premios Los 40 Principales                 | "Te He Echado de Menos"               | Mejor Canción                                         | Venceu    |
| 2012 | Premios Los 40 Principales                 | "Te He Echado de Menos"               | Mejor Videoclip                                       | Indicado  |
| 2012 | Premios Los 40 Principales                 | Ele mesmo                             | Mejor Artista                                         | Venceu    |
| 2012 | Premios Los 40 Principales                 | En Acústico                           | Mejor Álbum                                           | Indicado  |
| 2012 | Grammy Latino                              | En Acústico                           | Mejor Álbum Pop Vocal Contemporáneo                   | Indicado  |
| 2013 | Premio Cadena[carece de fontes?]           | Ele mesmo                             | Premio Cadena Dial 2012                               | Venceu    |
| 2013 | Festival Viña del Mar[carece de fontes?]   | Ele mesmo                             | Antorcha de Oro                                       | Venceu    |
| 2013 | Festival Viña del Mar[carece de fontes?]   | Ele mesmo                             | Antorcha de Plata                                     | Venceu    |
| 2013 | Festival Viña del Mar[carece de fontes?]   | Ele mesmo                             | Gaviota de Oro                                        | Venceu    |
| 2013 | Festival Viña del Mar[carece de fontes?]   | Ele mesmo                             | Gaviota de Plata                                      | Venceu    |
| 2013 | MTV Europe Music Awards[carece de fontes?] | Ele mesmo                             | Best Spanish Act                                      | Indicado  |
| 2013 | Neox Fan Awards                            | Ele mesmo                             | El solista llenapistas                                | Venceu    |
| 2013 | Neox Fan Awards                            | "Tanto"                               | Mejor single para ligar                               | Venceu    |
| 2013 | Premios Los 40 Principales                 | "Tanto"                               | Mejor Canción                                         | Indicado  |
| 2013 | Premios Los 40 Principales                 | "Vuelvo a Verte" com Malú             | Mejor Canción                                         | Venceu    |
| 2013 | Premios Los 40 Principales                 | Ele mesmo                             | Mejor Artista                                         | Venceu    |
| 2013 | Premios Los 40 Principales                 | "Quién"                               | Mejor Videoclip                                       | Indicado  |
| 2013 | Premios Los 40 Principales                 | Gira Tanto                            | Mejor Gira                                            | Indicado  |
| 2013 | Premios Los 40 Principales                 | @pabloalboran                         | Batalla de tuits                                      | Venceu    |
| 2013 | Premios Los 40 Principales                 | Tanto                                 | Mejor Álbum                                           | Venceu    |
| 2013 | Grammy Latino                              | Tanto                                 | Mejor Álbum del Año                                   | Indicado  |
| 2013 | Grammy Latino                              | Tanto                                 | Grabación del Año                                     | Indicado  |
| 2013 | Grammy Latino                              | Tanto                                 | Mejor Álbum Vocal Pop Tradicional                     | Indicado  |
| 2014 | Premios Juventud                           | "Dónde está el amor"                  | Mi letra favorita                                     | Indicado  |
| 2016 | Grammy Latino                              | "Se Puede Amar"                       | Grammy Latino de Gravação do Ano                      | Indicado  |
| 2016 | Grammy Latino                              | Tour Terral Tres Noches En Las Ventas | Grammy Latino de Álbum do Ano                         | Indicado  |
| 2016 | Grammy Latino                              | Tour Terral Tres Noches En Las Ventas | Grammy Latino de Melhor Álbum vocal Pop Contemporâneo | Indicado  |
| 2017 | Prêmio TVyNovelas                          | Ele mesmo                             | Melhor tema musical                                   | Venceu    |